# День военного автомобилиста

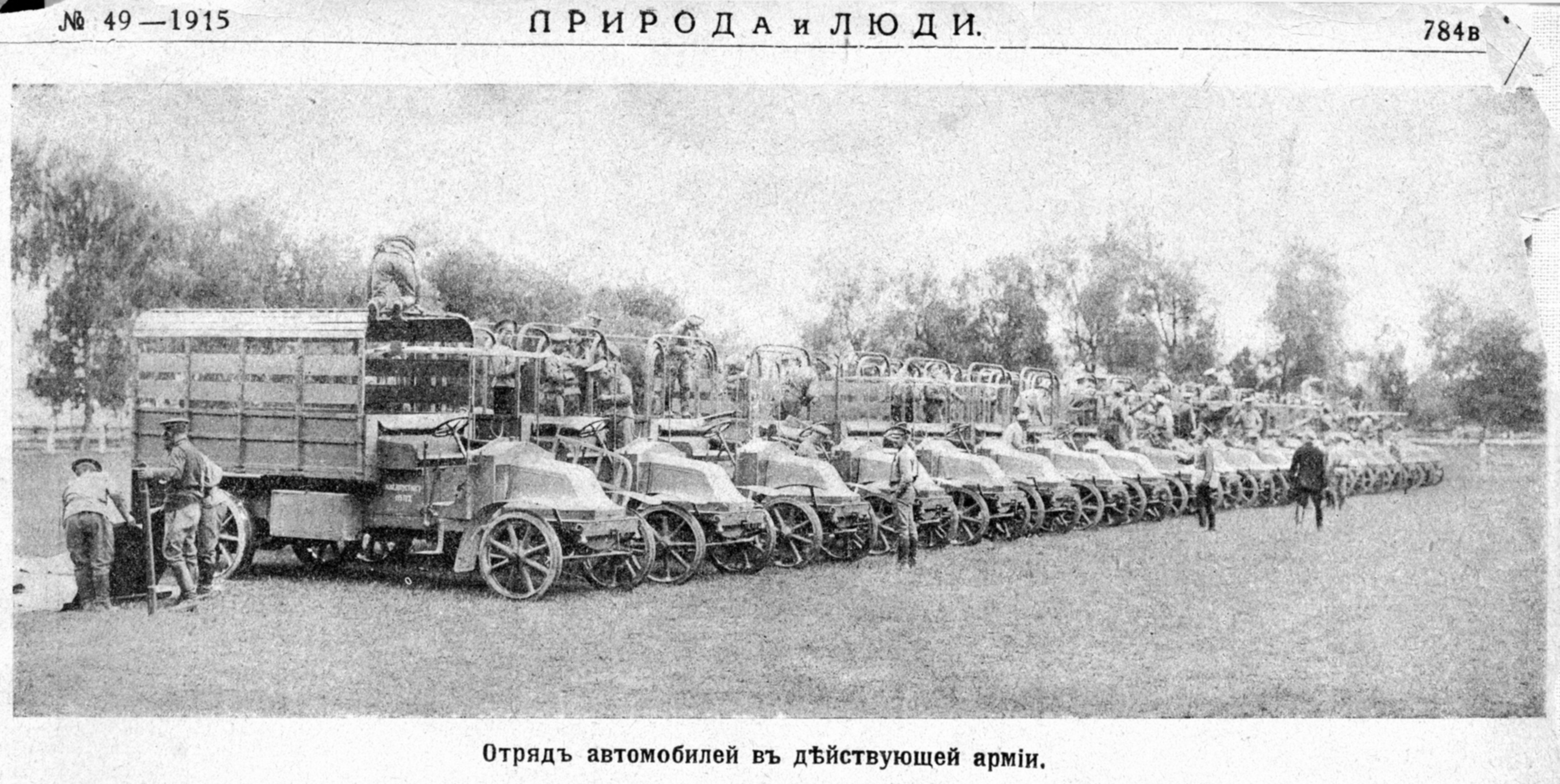
Отряд автомобилей русской армии, 1915 год.

Боевая машина «фиат» РККА.

День вое́нного автомобили́ста — профессиональный праздник военнослужащих и гражданского персонала автомобильных войск Российской Федерации, а также всех тех военнослужащих и военнообязанных, кому по долгу службы приходится или приходилось управлять теми или иными транспортными средствами.
Эта дата отмечается в России ежегодно 29 мая.

## История и празднование
Есть ли что-либо невозможное, например, в том, что автомобили не только вполне заменят повозки в обозах, но проберутся даже в полевую артиллерию; вместо полевых орудий с конскою упряжью войдут в состязание на поле сражения подвижные бронированные батареи, и битва сухопутная уподобится битве морской.— Д. Милютин
Автомобильная техника в русской армии впервые появилась в тяжёлые годы первой мировой войны. Несмотря на малочисленность механических транспортных средств, и их несовершенность в сравнении с современной техникой, уже тогда стало ясно, что будущее за автомобилем, а не подводой. 
Согласно указу императора Николая Второго, 29 мая 1910 года в городе Санкт-Петербурге была образована первая в Российской империи учебная автомобильная рота. Основной задачей формирования являлась подготовка механиков-водителей для автомобильных частей русской армии. За довольно непродолжительный промежуток времени, первая  авторота стала буквально центром автомобильного и технического обеспечения войск и сил вооружённых сил России.
Спустя почти девяносто лет, 24 февраля 2000 года, глава министерства обороны Российской Федерации И. Д. Сергеев издал приказ, который предписывал отмечать «День военного автомобилиста» в день образования первой российской автомобильной роты — 29 мая.